# Волк и телёнок
«Волк и телёнок» — советский кукольный мультфильм, созданный в 1984 году режиссёром-мультипликатором Михаилом Каменецким.

## Сюжет
Волк похитил новорождённого Телёнка и принёс к себе в избушку. Вместо того, чтобы съесть малыша, который зовёт его «мамой», Волк решил его выходить, пока тот не вырастет. О младенце узнаёт Лиса и предлагает съесть его совместно. Волк отказался, но Лиса не так поняла отказ: «Вот вырастет, тогда и съедим».
Волк, желая достать молоко для телёнка, пошёл к козе, которая испугалась волка, но он объяснил, что он с хорошими намерениями. Коза дала волку молоко, а тот в благодарность подарил ей цветы, которые Коза почему-то съела. От молока младенец стремительно подрастает. Кабан, узнав о Телёнке от Лисы, пытается уговорить Волка отдать ему свою долю, а затем — научить малыша курить, за что получает от волка тряпкой.
Телёнок снова просит есть. Волк даёт ему прочитать повесть Тургенева «Муму», решив, что она о телятах, а сам, переодевшись в разбойника и напугав крестьянина, забирает стог сена. Волк встречает Телёнка в слезах, расстроенный ситуацией, что Герасим утопил Муму. Пока малыш ест сено, Волк сам решает прочитать «Муму» и расплакивается от этого ещё сильнее. Медведь приходит к Волку и просит поделиться с ним Телёнком, но уходит ни с чем.
Снова подросший Телёнок начал проявлять характер переходного возраста, спрашивая у Волка, правда ли, что он не родной ему сын. Волк убеждает его в обратном, показав отражение в зеркале («вылитый я!»). Неожиданно телёнок снова захотел есть. Волк помогает крестьянину (которого напугал) нарубить дрова и получает в награду бочку с супом. Чтоб ненароком самому его не съесть по пути, Волк завязывает себе нос полотенцем.
К Волку снова приходят Лиса, Кабан и Медведь, но он уже окончательно передумывает есть Телёнка, полюбив его, как родного сына, и затаскивает его домой. Бывшие друзья Волка всё равно хотят съесть Телёнка, но Волк им не разрешает. И хищники решили грубой силой отобрать Телёнка. Медведь, правда, уже хотел отступить и оставить Волка, но Лиса его переубедила. Хищники направляются к избушке Волка, но он злобно рычит на них, забаррикадировав дверь. Потом на троицу нападает выросший Бык. Лиса и Кабан перепрыгнули через забор, а Медведь сбежал, сломав забор и напомнив, что предупреждал их о ненадобности. Волк, схватив на руки Быка, радостно кричит: «Сынок!», Бык отвечает: «Папаня!». «Ну вот, то-то! А то мама, мама!», — ответил Волк и засмеялся.

## Съёмочная группа
- Автор сценария — Михаил Липскеров
- Кинорежиссёр — Михаил Каменецкий
- Композитор — Игорь Космачёв
- Художник-постановщик — Ирина Кострина
- Художники-мультипликаторы:
  - Вячеслав Шилобреев,
  - Сергей Олифиренко,
  - Елена Гагарина
- Куклы и декорации изготовили:
  - Павел Гусев,
  - Олег Масаинов,
  - Семён Этлис,
  - Михаил Колтунов,
  - Валерий Петров,
  - Александр Горбачёв,
  - Марина Чеснокова,
  - Нина Молева,
  - Наталия Гринберг,
  - Владимир Маслов,
  - Александр Максимов,
  - Людмила Рубан,
  - Лилианна Лютинская,
  - Александр Беляев,
  - Валентин Ладыгин
- Кинооператор — Юрий Каменецкий
- Звукооператор — Владимир Кутузов
- Редактор — Наталья Абрамова
- Монтажёр — Галина Филатова
- Директор съёмочной группы — Григорий Хмара

## Роли озвучивали
- Ольга Громова
- Олег Табаков — Волк
- Владимир Винокур
- Всеволод Ларионов — Кабан

## Награды
- «Волк и телёнок» был награждён на фестивалях:
  - 1-й приз «Серебряный слон» на МКФ в Бангалоре, Индия, 1985,
  - 1-й приз МФАК в Загребе, Югославия, 1986;
  - 1-й приз МКФ в Буэнос-Айресе, Аргентина, 1987.[2]
  - Диплом на VII МКФ детских и юношеских фильмов в Томаре (Португалия)[3].